# Macierz schodkowa
Macierz schodkowa – macierz, której pierwsze niezerowe elementy kolejnych niezerowych wierszy znajdują się w coraz dalszych kolumnach, a wiersze zerowe umieszczone są najniżej. Każda macierz może zostać przekształcona do postaci schodkowej za pomocą operacji elementarnych, w szczególności metody Gaussa.

## Macierz schodkowa zredukowana
Macierz schodkowa zredukowana to macierz schodkowa, taka że:
- wiersze macierzy: albo cały wiersz jest zerowy albo pierwszym niezerowym elementem jest jedynka (element ten nazywa się współczynnikiem wiodącym),
- kolumny macierzy: współczynniki wiodące są jedynymi w swoich kolumnach wyrazami niezerowymi.

## Przykłady
Poniższe macierze są schodkowe, ostatnia jest zredukowana (i ma trzy współczynniki wiodące):
{\displaystyle A={\begin{bmatrix}4&3&0&-2\\0&2&2&7\\0&0&-1&2\\0&0&0&8\end{bmatrix}},\;B={\begin{bmatrix}3&1&0&5\\0&0&7&2\\0&0&0&-1\\0&0&0&0\end{bmatrix}},}
{\displaystyle C={\begin{bmatrix}1&0&2&4&5\\0&1&5&3&2\\0&0&1&3&5\\0&0&0&1&2\\0&0&0&0&1\end{bmatrix}},\;D={\begin{bmatrix}1&0&0&5&0\\0&1&0&1&3\\0&0&1&2&4\\0&0&0&0&0\end{bmatrix}}.}

## Rząd macierzy
Rząd macierzy schodkowej jest równy liczbie jej schodków, czyli niezerowych wierszy. Dla powyższych, przykładowych macierzy mamy:
{\displaystyle \operatorname {rz} \ A=4,}
{\displaystyle \operatorname {rz} \ B=3,}
{\displaystyle \operatorname {rz} \ C=5,}
{\displaystyle \operatorname {rz} \ D=3.}